# Tryssogobius longipes
Tryssogobius longipes és una espècie de peix de la família dels gòbids i de l'ordre dels perciformes.

## Morfologia
- Els mascles poden assolir 2,1 cm de longitud total.[3]

## Hàbitat
És un peix marí, de clima tropical i associat als esculls de corall que viu fins als 27 m de fondària.

## Distribució geogràfica
Es troba al Pacífic occidental central: Indonèsia i Papua Nova Guinea.

## Observacions
És inofensiu per als humans.